# Lenkstange
Lenkstange ist eine Bezeichnung die für stangenförmige Teile an Geräten, an denen etwas „gelenkt“ wird. Für folgende auch anders bezeichnete Gegenstände ist diese Bezeichnung verbreitet:
- Spurstangen an Kraftfahrzeuglenkungen
- Schlepp-Deichseln von gezogenen Fahrzeugen
- Lenk-Deichsel von Kinderfahrzeugen und Arbeitsfahrzeugen
- Lenkstange für Lenkdrachen (engl. Controlbar oder Kitebar)
- Lenkerbügel an Motorrädern, Fahrradlenker
- die senkrecht am Vorderrad von Tretrollern angebrachte Stange, die den Lenkerbügel trägt
- Lenkstange zur Verstellung an Hubschrauberflügeln
- Lenkstange zur Verstellung an großen Sonnenschirmen

Siehe auch: